# Németh Zoltán (politikus, 1972)
Németh Zoltán (Budapest, 1972. május 5.) magyar tanár, politikus. 1990-től önkormányzati képviselő (1998-2010 között frakcióvezető) Budapest XXII. kerületében (Budafok-Tétényben), 1998-2002, valamint 2003-2014 között fővárosi képviselő, 2010-2014-ig a Fidesz-KDNP fővárosi frakcióvezetője, 2010-2014 között fideszes országgyűlési képviselő (Budapest 32. választókerület: Budafok-Tétény). 2006-2010 között és 2014 októberétől Budafok-Tétény alpolgármestere.

## Életpályája
A budafoki Budai Nagy Antal Gimnáziumban érettségizett 1990-ben. Az érettségi után egy évig a Magyar Nemzeti Bankban dolgozott, majd 1993-ban felsőfokú külkereskedelmi képesítést szerzett. Ezt követően a Károli Gáspár Református Egyetem Bölcsészettudományi Karának magyar-történelem szakán diplomázott. Jelenleg doktori disszertációját készíti az ELTE Bölcsészettudományi Karán. Diplomázása után középiskolai tanárként helyezkedett el, és magyart, történelmet, illetve társadalomismeretet tanított 2006 októberéig, amikor Budafok-Tétény alpolgármestere lett. 2007 szeptemberétől 2014 novemberéig – az említett kis megszakítást követően – ismét tanított: történelem szakos óraadó volt egy budapesti középiskolában.

### Politikai pályafutása
1989-ben csatlakozott a Fideszhez, 1994-től folyamatosan elnökként, illetve alelnökként vesz részt a kerületi elnökség munkájában. 1994 óta a Fidesz Budapesti Választmányának tagja, továbbá 2006-tól két éven keresztül, valamint 2011-től egy évtizeden át tagja az Országos Választmánynak. 2005 májusától 2021-ig a Fidesz Budafok-tétényi (a budapesti 32. OEVK, később a budapesti 18. OEVK) választókerületi elnöke.
1990 óta önkormányzati képviselő lakóhelyén, Budapest XXII. kerületében. 1990-ben és 1994-ben pártlistáról, 1998-ban a budafoki 2-es egyéni választókerület lakosainak bizalmából került a képviselő-testületbe, majd 2002-ben, 2006-ban, 2010-ben és 2014-ben, 2019-ben és 2024-ben is újraválasztották egyéni körzetében. 1990 és 1998 között a kerületi Pénzügyi Ellenőrző, illetve Pénzügyi Bizottság alelnöke volt, 1998-2002 között a bizottság elnökeként, 2002-2006 között pedig Közbiztonsági, Jogi és Kisebbségi bizottsági elnökként vett részt az önkormányzat munkájában, 2006-2010 októbere között pedig alpolgármesterként tevékenykedett. 2010. októberi választások után – mivel parlamenti és megnövekedett fővárosi feladatai miatt újabb alpolgármesteri ciklust nem tudott vállalni – a kerületi Oktatási és Informatikai Bizottság tagja lett. 1998-2010 októberéig a kerületi polgári összefogás képviselőcsoport vezetője volt. 2014-es újraválasztása után ismét Budafok-Tétény alpolgármestereként folytatja munkáját. 2014-es alpolgármesterré választása óta a tanítást szüneteltetnie kell.
1998-ban a Fidesz-MDF listáról a Fővárosi Közgyűlés tagja lett, ahol 2002 októberéig képviselőként, illetve a Pénzügyi, valamint a Turisztikai Bizottságban dolgozott. 2003 februárjától ismét fővárosi képviselő lett, korábban a Fővárosi Közgyűlés Vagyonnyilatkozat-ellenőrző és Összeférhetetlenséget Vizsgáló Bizottságának elnöke, a Várostervezési és Városképvédelmi Bizottság alelnöke és a Kereskedelmi és Turisztikai Bizottság tagja volt. 2006-2010 októbere között a Kerületi Koordinációs Bizottság alelnökeként és az Oktatási Bizottság tagjaként dolgozott. 2010 októberében a fővárosi Fidesz-KDNP képviselőcsoport a vezetőjévé választotta, a Fővárosi Közgyűlés Pénzügyi és Költségvetési Bizottságának elnöke, az Oktatási Bizottságnak pedig tagja lett, majd pedig a később létrehozott Közterület-hasznosítási Bizottságnak is.
A 2006-os országgyűlési választáson a Fidesz-KDNP egyéni jelöltjeként indult a XXII. kerületi 32-es választókerületben, ahol első fordulóban közel 42%-os, a másodikban pedig 45%-ot meghaladó eredményt ért el.
2010. április 11-én Budafok-Tétény lakosai első fordulóban választották az egyéni választókerület országgyűlési képviselőjévé. Az országgyűlésben a 2010-es megalakulástól a Kulturális és sajtóbizottság, 2013 februárjától pedig az Oktatási, tudományos és kutatási bizottság tagjaként dolgozott a 2010-2014-es ciklusban. A 2014-es országgyűlési választáson már nem indult újra, hogy politikai pályáját az önkormányzatban folytathassa.
Tapasztalata és nézete szerint csak olyan ember tudja hatékonyan képviselni a választókat, aki közöttük él, akit a polgárok bármikor el tudnak érni. A képviselő elsődleges feladatának az emberekkel való folyamatos kapcsolattartást tekinti, s ennek megfelelően végezte munkámat az elmúlt években is. Így 1998-as megválasztása óta rendszeresen eljuttatja képviselői hírlevelét választókerülete minden családjához – 2010-2014 között ez az országgyűlési választókerületben is megtörtént.
Több mint másfél évtizede folyamatosan kapcsolatot tart a civil szervezetekkel, a helyi közélet szereplőivel. Képviselői munkája során elsősorban az élhető, lakható környezet megteremtését tekintette céljának eddig is: utak, járdák építése, csatornázás, tömegközlekedés biztosítása, a közbiztonság megerősítése, a környezetterhelés csökkentése. Egyik legjelentősebb eredménye volt néhány évvel ezelőtt a 250-es buszjárat beindítása választókerületében, mely a korábban tömegközlekedéssel ellátatlan területek lakói számára fontos. A közelmúltban része lehetett megvalósult fejlesztés szorgalmazásában: ennek során Budafok-Tétény és tágabban Dél-Buda jelentős része jutott új tömegközlekedési kapcsolatokhoz a 141-es, 150-es, 213-as és 251-es autóbuszokkal. Fontos kezdeményezésének tartja a lakott területek felett húzódó magasfeszültségű vezetékek földkábellel való kiváltására vonatkozó javaslatot.

### Családja
Budafok-Tétényben él közgazdász feleségével és két gyermekükkel. Szabadidejét legszívesebben családjával tölti. Sokat kertészkednek, szeretik a szabadtéri, aktív kikapcsolódást, kirándulni, túrázni, akárcsak a zenét, színházat. Tanári munkájára nemcsak hivatásként, hanem egyik legkedveltebb és leghasznosabb időtöltéseként is tekintett.

## Publikációk
- Németh Zoltán: 'A Pályám emlékezete szöveghagyományáról és az önéletírás tervének eredetéről. Irodalomtörténeti Közlemények c. folyóirat, 2002. 5-6. szám. (Hozzáférés: 2009. február 5.)

- Németh Zoltán: A Kazinczy alkotta Verseghy-kép a Pályám emlékezete és más források alapján. In: Széphalom – a Kazinczy Ferenc társaság évkönyve – 14. kötet, 2004

- Németh Zoltán: Kassától Széphalomig – Füredtől Nagybajomig: Kazinczy Ferenc és Horváth Ádám kapcsolata. In: Széphalom – a Kazinczy Ferenc társaság évkönyve – 15. kötet, 2005

- Németh Zoltán: Kazinczy és Báróczi kapcsolatfelvétele a Pályám emlékezete és más források alapján. In: "Et in Arcadia ego" Debrecen, 2005., 241-255.